# Governatorato del Sud Libano
Il governatorato del Sud Libano (in arabo محافظة الجنوب‎?, Muḥāfaẓat al-Janūb) è un governatorato del Libano che si trova nel sud-ovest del paese. La superficie e di circa 929,6 km² ed ha una popolazione di circa 542 639 abitanti. Il capoluogo è Sidone.

## Distretti

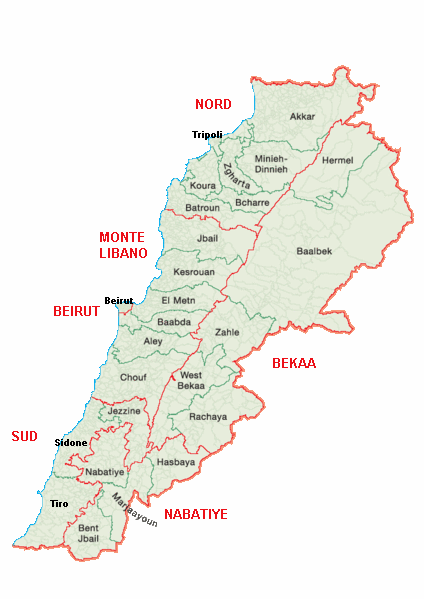

Il governatorato è organizzato in 3 distretti, da nord a sud:
- Distretto di Jezzin
- Distretto di Sidone
- Distretto di Tiro